# Yariv Mozer
Yariv Mozer (en hébreu : יריב מוזר) est un producteur et réalisateur israélien.
Yariv Mozer est diplômé du département de cinéma et de télévision de l'université de Tel-Aviv. En 2004, il dirige le dixième festival international des films d'étudiants de Tel-Aviv. De 2007 à 2011, il est directeur de la section production-promotion de l'école Sam Spiegel pour le cinéma et la télévision. 
Il est membre de l'Académie européenne du cinéma, du forum israélien des réalisateurs de films documentaires et de l'académie israélienne du cinéma et de télévision. En 2010, il est le premier israélien à être intégré au programme européen des entrepreneurs de l'audiovisuel EAVE.
Son premier film de fiction, le Jardin des arbres morts (שבלולים בגשם « des escargots sous la pluie »), est sorti en 2013 et a fait l'ouverture du festival international du film LGBT de Tel-Aviv